# Petaurista petaurista
Il petaurista rosso o taguan (Petaurista petaurista Pallas, 1766), noto in cinese come Hongbei Wushu, è uno scoiattolo volante originario del Sud-est asiatico.

## Tassonomia
Attualmente, gli studiosi riconoscono diciotto sottospecie di petaurista rosso:
- P. p. petaurista Pallas, 1766 (Giava);
- P. p. albiventer Gray, 1834 (dal Nepal, lungo le regioni nord-occidentali dell'Himalaya, fino al Kashmir, al Pakistan occidentale e allo Yunnan occidentale);
- P. p. batuana Miller, 1903 (isole Batu);
- P. p. candidula Wroughton, 1911 (Myanmar e Thailandia);
- P. p. cicur Robinson e Kloss, 1914 (Provincia di Surat Thani, in Thailandia);
- P. p. interceptio Sody, 1949 (Giava Occidentale);
- P. p. lumholtzi Gyldenstolpe, 1920 (Borneo, a eccezione di Sabah e Sarawak);
- P. p. marchio Thomas, 1908 (Borneo, penisola malese e Sumatra);
- P. p. melanotus Gray, 1837 (Cina meridionale, Laos, penisola malese e isola di Tioman);
- P. p. nigrescens Medway, 1965 (Sabah);
- P. p. nigricaudatus Robinson e Kloss, 1918 (Giava Orientale);
- P. p. nitidula Thomas, 1900 (isola di Bunguran);
- P. p. penangensis Robinson e Kloss, 1918 (isola di Penang);
- P. p. rajah Thomas, 1908 (Sabah e Sarawak);
- P. p. rufipes Sody, 1949 (Fujian e Guangdong);
- P. p. stellaris Chasen, 1940 (isola di Bintan);
- P. p. taylori Thomas, 1914 (Tenasserim meridionale e Thailandia occidentale);
- P. p. terutaus  (isola di Terutau).

## Descrizione

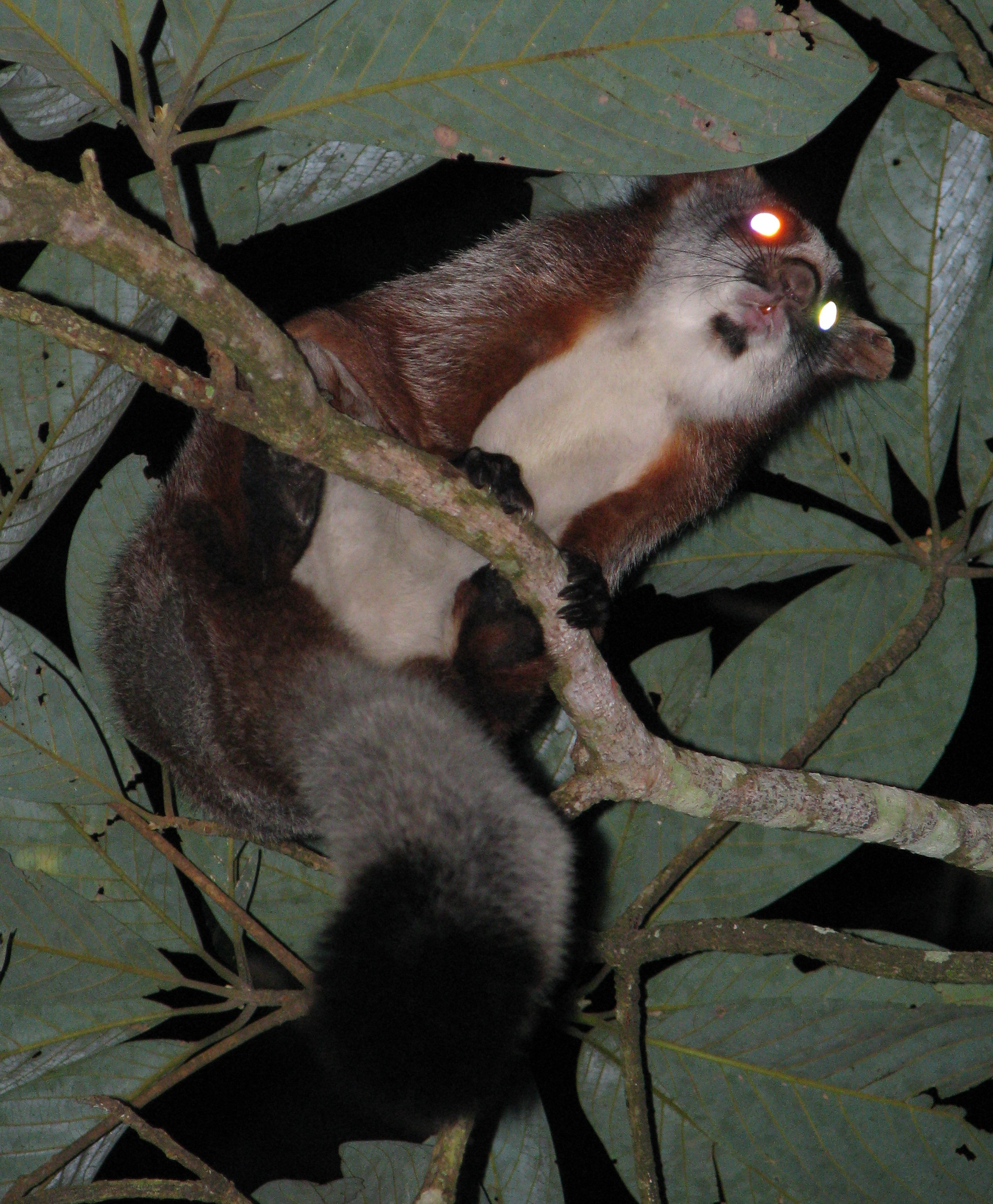
Petaurista petaurista nel Parco nazionale di Namdapha

Con una lunghezza testa-corpo di 39,8–52 cm, una coda di 37,5–63 cm e un peso di 1596-2450 g, il petaurista rosso è uno degli scoiattoli volanti di maggiori dimensioni. Le orecchie sono corte e larghe, e dietro a esse si innalza un folto ciuffo di peli piuttosto lunghi; la coda è folta e cespugliosa. La parte superiore del corpo è bruno-rossastra; il capo e le parti laterali del collo, la pagina superiore del patagio e le zampe sono castano-brune; la parte inferiore del corpo è grigio-polvere, la coda è dello stesso colore del dorso, la pagina inferiore del patagio è giallo-grigio, con bordi grigio-cenere.

## Distribuzione e habitat
È una specie largamente diffusa, presente nelle regioni settentrionali dell'Asia meridionale, in Cina meridionale e Sud-est asiatico. Nell'Asia meridionale si incontra in Afghanistan orientale, Pakistan settentrionale, Bangladesh orientale, Bhutan, Nepal e India settentrionale, a 500–3100 m di quota. In Cina, è presente in Yunnan, Sichuan, Fujian, Guangxi e Guangdong. Nel Sud-est asiatico, sul continente, si incontra dal Myanmar, a ovest, fino a tutta la Thailandia occidentale e alla penisola malese. È molto diffuso anche nell'Arcipelago Malese, dove è presente a Sumatra, Giava e Borneo.

## Biologia
In natura, il petaurista rosso si nutre prevalentemente di coni di conifere, foglie e ramoscelli, e, quando è la loro stagione, frutta e noci, e occasionalmente insetti. È in grado di planare per lunghe distanze. Sono stati registrati «voli» di 75 m o più; l'angolo di planata è generalmente di 40-60 gradi rispetto al piano orizzontale, ma talvolta, nelle planate brevi, è perfino maggiore. Le cavità degli alberi ove fa il nido si trovano solitamente ad almeno 10 m di altezza dal suolo. Ha abitudini notturne e non va in ibernazione, ma si sposta verso aree dove il cibo è maggiormente disponibile. È in grado di stabilirsi senza problemi anche nelle piantagioni di conifere, ove trova nutrimento e riparo.
Il petaurista rosso è maggiormente attivo tra il tramonto e la mezzanotte e nelle piantagioni di conifere il territorio delle femmine adulte si estende per 3,2 ettari.
Si ritiene che questa specie si riproduca due volte all'anno e che i piccoli, in numero di due o tre, nascano per lo più in marzo o agosto.

## Conservazione
Sebbene minacciata dalla deforestazione e dalla caccia, la specie è ancora molto diffusa e la IUCN la inserisce tra le specie a rischio minimo (Least Concern).